# Cassis (chi ốc biển)
Cassis là một chi ốc biển rất lớn, là động vật thân mềm chân bụng sống ở biển trong họ Cassidae, họ ốc kim khôi. Đây là chi đặc trưng của phân họ Cassinae.

## Các loài
Các loài thuộc chi Cassis bao gồm:
- Cassis abbotti Bouchet, 1988
- † Cassis altispira  Beu 2010
- † Cassis birmanica  Vredenburg 1921
- † Cassis brasili (Cossmann & Pissarro, 1905)
- † Cassis calusa Petuch and Berschauer 2018
- Cassis cornuta (Linnaeus, 1758)
- † Cassis costulifera  Beu 2010
- † Cassis delta  Parker 1948
- † Cassis depressior  Martin 1879
- Cassis fimbriata Quoy & Gaimard, 1833
- Cassis flammea (Linnaeus, 1758)
- † Cassis flintensis  Mansfield 1940
- † Cassis floridensis  Tucker and Wilson 1932
- † Cassis glaucoides  Martin 1879
- † Cassis herklotsi  Martin 1879
- † Cassis ketteri  Parodiz and Tripp 1992
- Cassis kreipli Morrison, 2003
- † Cassis lelongi Gain, Belliard & Le Renard, 2017
- † Cassis maccormacki  Olsson 1928
- Cassis madagascariensis Lamarck, 1822
- † Cassis mammillaris  Grateloup 1927
- Cassis nana Tenison-Woods, 1879
- † Cassis nigellensis Gain, Belliard & Le Renard, 2017
- Cassis norai Prati Musetti, 1995
- Cassis nummulitiphila  Sacco 1890
- † Cassis parfouruorum Gain, Belliard & Le Renard, 2017
- Cassis patamakanthini Parth, 2000
- † Cassis powelli Petuch and Berschauer, 2018
- Cassis retusa  Michelotti 1861
- Cassis subtuberosa  Hanna 1926
- Cassis sulcifera  Sowerby 1850
- Cassis tessellata Gmelin, 1791
- Cassis togata  White 1887
- Cassis tuberosa (Linnaeus, 1758)
- Cassis vialensis  Fuchs 1870

Các loài đồng nghĩa
- Cassis achatina Lamarck, 1816: syn. Semicassis labiata (Perry, 1811)
- Cassis areola (Linnaeus, 1758): syn. Phalium areola (Linnaeus, 1758)
- Cassis bituberculosa Martens, 1901: syn. Echinophoria bituberculosa (Martens, 1901)
- Cassis callosa Röding, 1798: syn. Nassarius gibbulosus (Linnaeus, 1758)
- Cassis centiquadrata (Valenciennes, 1832): syn. Semicassis centiquadrata (Valenciennes, 1832)
- Cassis cernica Sowerby III, 1888: syn. Casmaria ponderosa ponderosa (Link, 1807)
- Cassis coarctata G.B. Sowerby I, 1825: syn. Cypraecassis coarctata (G.B. Sowerby I, 1825)
- Cassis coronadoi Crosse, 1867: syn. Echinophoria coronadoi (Crosse, 1867)
- Cassis dalli Anderson, 1929: syn. Echinophoria hadra (Woodring & Olsson, 1957)
- Cassis glans Röding, 1798: syn. Demoulia abbreviata (Gmelin, 1791)
- Cassis glauca (Linnaeus, 1758): syn. Phalium glaucum (Linnaeus, 1758)
- Cassis globulus Menke, 1829: syn. Demoulia ventricosa (Lamarck, 1816)
- Cassis gracilenta Yokoyama, 1928: syn. Cyllene gracilenta (Yokoyama, 1928)
- Cassis japonica Reeve, 1848: syn. Semicassis bisulcata (Schubert & Wagner, 1829)
- Cassis labrosa Martini, 1773: syn. Malea pomum (Linnaeus, 1758)
- Cassis ringens Swainson, 1822: syn. Malea ringens (Swainson, 1822)
- Cassis rufa (Linnaeus, 1758): syn. Cypraecassis rufa (Linnaeus, 1758)
- Cassis spinosa (Gronovius, 1781): syn. Cassis tessellata Gmelin, 1791
- Cassis tenuis Wood, 1828: syn. Cypraecassis tenuis (Wood, 1828)
- Cassis vibex (Linnaeus, 1758): syn. Casmaria erinaceus (Linnaeus, 1758)
- Cassis wyvillei Watson, 1886: syn. Echinophoria wyvillei (Watson, 1886)

## Hình ảnh

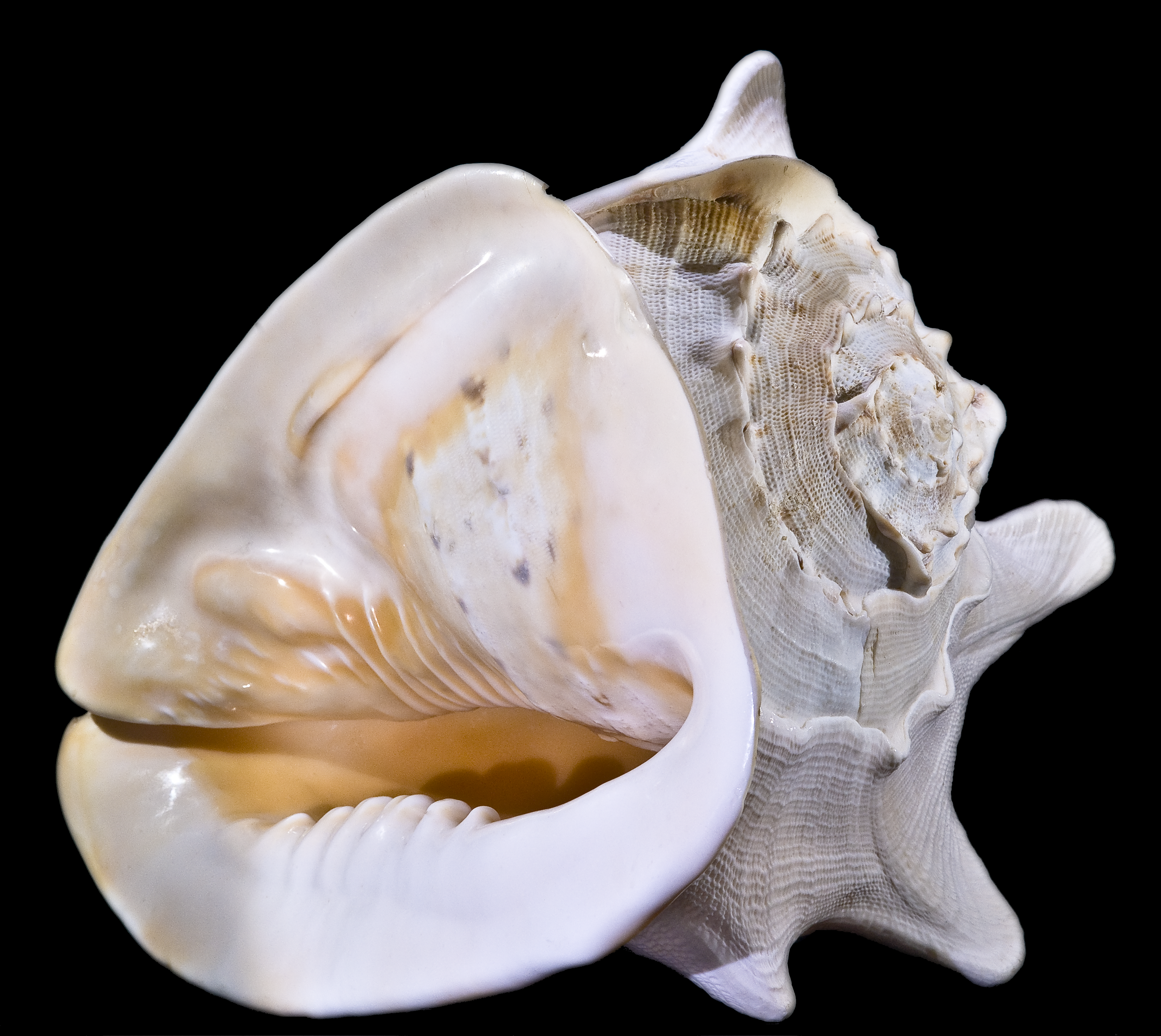
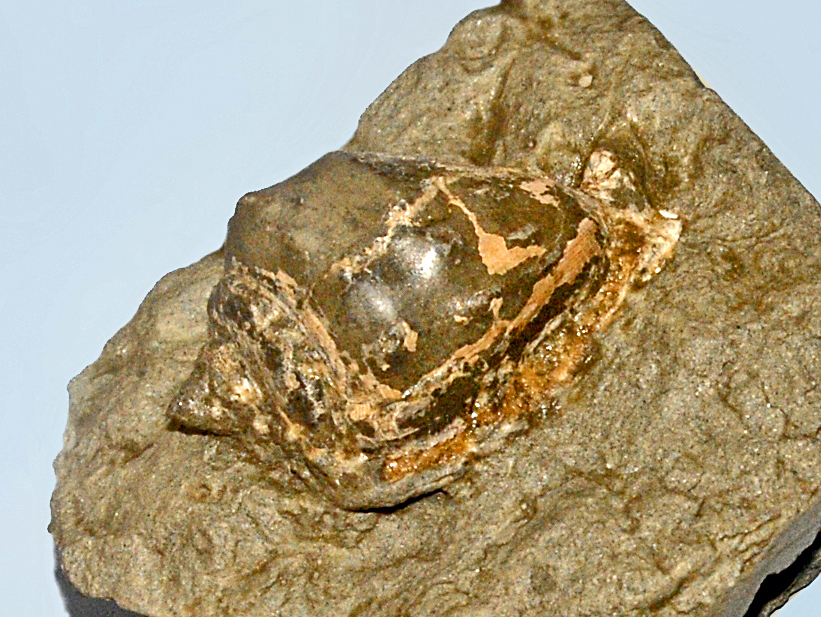
Fossil shell of Cassis mammillaris